# Wacław Vorbrodt-Brotowski
Wacław Vorbrodt-Brotowski (ur. 29 lipca 1893 w Warszawie, zm. 14 sierpnia 1920 pod Dubienką) – podporucznik piechoty Wojska Polskiego, kawaler Orderu Virtuti Militari

## Życiorys
Urodził się 29 lipca 1893 w rodzinie Karola i Pauliny z domu Lindeman. Uczęszczał w Warszawie do Gimnazjum im. Pawła Chrzanowskiego, które ukończył w 1911, a następnie wyjechał do Wiednia, gdzie studiował w Wyższej Szkole Rolniczej. Od 1912 był członkiem Związku Strzeleckiego, akademickiej organizacji niepodległościowej oraz Polskiej Organizacji Wojskowej. Z Wiednia powrócił do kraju w 1914, a w maju następnego roku został aresztowany w Petersburgu i osadzony w tamtejszym więzieniu. Zbiegł z niego i od 1916 działał w POW w Warszawie oraz Płocku. W listopadzie 1918 wstąpił do Towarzystwa Straży Kresowej, a także był redaktorem „Chaty Polskiej”.
W 1920 wstąpił jako ochotnik do Wojska Polskiego i otrzymał przydział do 207 pułku strzelców Kresowych im. Stefana Batorego w którym został awansowany na stopień podporucznika. Jego zasługą podczas bitwy pod Dubienką leżącej nad Bugiem była osłona wycofujących się oddziałów polskich z pola bitwy, którą wykonywał z dowodzonym przez siebie plutonem. Zginął na miejscu bitwy i tam został pochowany. 11 października 1920 jego zwłoki zostały przeniesione do Warszawy i pochowane na cmentarzu ewangelicko-augsburskim w Warszawie. Za ten czyn odznaczony został Krzyżem Srebrnym Orderu Virtuti Militari. Rodziny nie założył.

## Ordery i odznaczenia
- Krzyż Srebrny Orderu Virtuti Militari (nr 6634)[2]
- Krzyż i Medal Niepodległości – pośmiertnie[2]